# Corpo a corpo (album)
Corpo a corpo è un album pubblicato nel 1985 dalla cantante italiana Milva contenente nove brani.
Questo album rappresenta una svolta per Milva che si avvicina a sonorità pop ed elettroniche tipiche degli anni '80. Scrivono per questo disco diversi autori: Giancarlo Bigazzi, la moglie paroliera Gianna Albini, che con un giovane Raf scrive l'orecchiabile pezzo d'apertura Amo chi siamo e Totò Savio, che con lo stesso Bigazzi si occupa della produzione del disco.
La canzone Marinero propone una Milva in versione italo-dance e il rispettivo singolo ha un buon successo, mentre il pezzo Nel silenzio splende è una cover in quanto lo interpretò per primo Gianni Morandi nel 1984. Un altro singolo estratto e presentato in diverse trasmissioni e spettacoli musicali dell'epoca fu il pezzo di chiusura Il film della mia vita, adattamento in italiano del brano Shadow Dancing di Betty Vittori, tratto dal film Chewingum.

## Tracce
1. Amo chi siamo – 4:20 (testo: Gianna Albini – musica: Raf)
2. La notte dell'addio – 4:30 (testo: Gianna Albini – musica: Totò Savio)
3. Cuori solitari – 3:38 (testo: Amerigo Paolo Cassella – musica: Giancarlo Bigazzi)
4. Storie da dancing – 4:30 (testo: Gianna Albini – musica: Giancarlo Bigazzi)
5. Al bar del porto – 3:50 (testo: Gianna Albini – musica: H.Haller)
6. Marinero – 5:30 (testo: Steve Piccolo – musica: Totò Savio)
7. Lui – 3:45 (testo: Gianna Albini – musica: Totò Savio)
8. Nel silenzio splende – 4:45 (Giancarlo Bigazzi)
9. Il film della mia vita – 5:42 (testo: Steve Piccolo, Gianna Albini – musica: Giancarlo Bigazzi)

## Formazione
- Milva - voce
- Totò Savio - chitarra
- Stephen Head - programmazione
- Raf - chitarra
- Massimo Guantini - tastiera